# Dovzhansk
Dovzhansk (en ucraniano: Довжанськ; en ruso: Довжанск), también conocida como Sverdlovsk (en ucraniano: Свердловськ; en ruso: Свердловск), es una ciudad ucraniana perteneciente al óblast de Lugansk. Situada en el este del país, hasta 2020 era centro del área municipal de Sverdlovsk, pero hoy es centro del raión de Dovzhansk y del municipio (hromada) homónimo.
La ciudad se encuentra ocupada por Rusia desde la guerra del Dombás, siendo administrada como parte de la de facto República Popular de Lugansk.

## Geografía
Dovzhansk se encuentra a orillas del río Dolzhik, a 80 km de Lugansk y cerca de la frontera internacionalmente reconocida con Rusia. 

## Historia
Una pequeña aldea existía ya en el siglo XVIII en Dolzhikovo-Orlovske. La primera explotación minera de carbón a escala industrial comenzó en 1870. En 1874, a cinco kilómetros al sureste de la aldea fue fundada Sharapkino (en ucraniano: Шарапкіно). Entre 1876 y 1897, se construyó la línea de ferrocarril entre Debáltseve y Zvérevo, situando una de las paradas en Sharapkino.
En 1917 los trabajadores mineros formaron la "Guardia Roja" que tomó el control de las minas. En 1918 la ciudad fue ocupada por el ejército alemán y luego por el Ejército blanco. El 20 de diciembre de 1919 pasó al control de la República Socialista Soviética de Ucrania.
En 1938 la ciudad de Sverdlovsk fue formada por la unión de varias localidades mineras de la zona, así como la mina de Sverdlov, en honor al líder bolchevique Yákov Sverdlov. La ciudad se convirtió en el centro del raión de Sverdlovsk.Un periódico local comenzó a publicarse en la ciudad en noviembre de 1938.
Las tropas nazis la ocuparon desde el 22 de julio de 1942 hasta el 16 de febrero de 1943. Durante la posguerra la ciudad amplió y diversificó su economía.
Durante la Segunda Guerra Mundial, Sverdlovsk estuvo ocupada por la Alemania nazi entre el 20 de julio de 1942 y el 17 de febrero de 1943. Durante la ocupación, los nazis masacraron a comunistas y judíos, además de asesinar a otros civiles por infracciones menores. En Sverdlovsk hubo células partisanas activas. Cuando los nazis se retiraron del asentamiento, quemaron y volaron varios edificios y secuestraron a 4.500 personas para enviarlas a Alemania para realizar trabajos forzados.
Sverdlovsk completó el primer plan quinquenal de posguerra 4,5 meses antes de lo previsto. 216 mineros de Sverdlovsk recibieron órdenes y medallas de la URSS por sus destacados logros en la restauración y construcción de minas y la introducción de métodos de trabajo avanzados en 1945-1950. En 1962, Sverdlovsk fue designada ciudad de importancia regional. Si bien todavía servía como el centro administrativo del raión de Sverdlovsk, ya no formaba parte de él y, en cambio, estaba subordinado directamente al óblast de Lugansk.
Con la disolución de la Unión Soviética, en diciembre de 1991, Sverdlovsk pasó a formar parte de la República de Ucrania independiente. El 28 de mayo de 2009, se presentó un proyecto de ley en la Rada Suprema de Ucrania, en el que se planeaba cambiar el nombre de la ciudad de Sverdlovsk a Dovzhansk pero debido a las elecciones presidenciales, el cambio de nombre se pospuso.

### Guerra del Dombás e invasión rusa de Ucrania
El 4 de junio de 2014, al comienzo de la guerra del Dombás, militantes que proclamaban lealtad a la autoproclamada República Popular de Lugansk tomaron el control de la base de los guardias fronterizos en Sverdlovsk, además de apoderarse de la ciudad misma. Utilizando imágenes de agosto de 2014 de la ocupada Sverdlovsk, los investigadores identificaron un tanque ruso en una de las columnas separatistas que "solo vinieron del otro lado de la frontera con Rusia", lo que confirma la participación directa de Rusia en la guerra.
El 22 de agosto del mismo año, se descubrió que las autoridades de la RPL en Sverdlovsk, así como en Chervonopartizansk y otros asentamientos cercanos, habían prohibido que las tiendas propiedad de personas que tenían opiniones proucranianas vendieran pan. Los residentes de los asentamientos comenzaron a presentar una petición para poner fin a esta práctica, calificando de "genocidio" la prohibición de vender alimentos. El 11 de septiembre de 2014, se informó que en el último mes, dieciséis personas en Sverdlovsk habían muerto de hambre en lo que los medios ucranianos llamaron una "hambruna en Dombás".
El 4 de octubre de 2014, hubo un "motín por hambre" en Sverdlovsk en protesta contra la RPL, citando la falta de pago de salarios, falta de alimentos, el colapso del sistema de panadería y saqueos y robos generalizados. El 17 de noviembre de 2014, estalló una segunda manifestación de mayor escala en protesta por la ocupación en la que la gente vertió pintura azul y amarilla sobre la puerta de un edificio administrativo y amenazó a los militantes. En la manifestación participaron unas 2.000 personas que pidieron a los separatistas que abandonaran la ciudad y corearon "¡Sverdlovsk es Ucrania!".
En 2016, Sverdlovsk pasó a llamarse Dovzhansk y el gobierno ucraniano cambió el nombre del raión de Sverdlovsk a raión de Dovzhansk como resultado de las leyes de descomunización. En 2020, se abolió en toda Ucrania la designación de ciudad de importancia regional y, desde entonces, Dovzhansk ha estado oficialmente subordinada a al raión de Dovzhansk.
El 21 de agosto de 2022, durante la invasión rusa de Ucrania, el gobernador ucraniano del óblast de Lugansk, Serhiy Haidai, informó que las autoridades de la RPL habían reclutado por la fuerza a 430 trabajadores mineros en Dovzhansk. Según la televisión estatal rusa, sólo quedaban mujeres y ancianos para trabajar en las minas. En la ciudad se han producido secuestros sistemáticos de niños: 200 niños fueron llevados a campos en el krai de Krasnodar, en Rusia, para un "entrenamiento patriótico" el 17 de agosto de 2023.

## Economía
Sverdlovsk es un centro de minero del carbón. La ciudad también cuenta con fábricas de aleaciones de aluminio, máquinas herramientas, equipos de minería, alimentos y ropa. 

## Demografía
La evolución de la población de Dovzhansk entre 1926 y 2022 fue la siguiente:
| 3127                                                          | 37 086 | 62 155 | 68 304 | 73 847 | 82 809 | 72 531 | 66 293 | 65 276 | 64 503 | 62 691 |
| (Fuente: Cities & Towns of Ukraine y UKRAINE: Größere Städte) |        |        |        |        |        |        |        |        |        |        |

Según el censo de 2001, el 48,6% de la población son rusos, el 46% son ucranianos y el resto de minorías como los bielorrusos (1,2%). En cuanto al idioma, la lengua materna de la mayoría de los habitantes, el 85,28%, es el ruso; del 11,64% es el ucraniano.

## Infraestructura

### Transporte
En el territorio de la ciudad se encuentra la estación de tren de Dolzhansk, en la línea Debáltseve-Zvérevo.

## Personas importantes
- Nikolái Goriusjin (1915-1945): oficial militar soviético, comandante de la 22.ª Brigada de Fusileros Motorizados de la Guardia del Ejército Rojo.
- Olga Pivovarova (1956): deportista soviética que compitió en remo y obtuvo plata en los JJOO de Moscú 1980.

## Galería

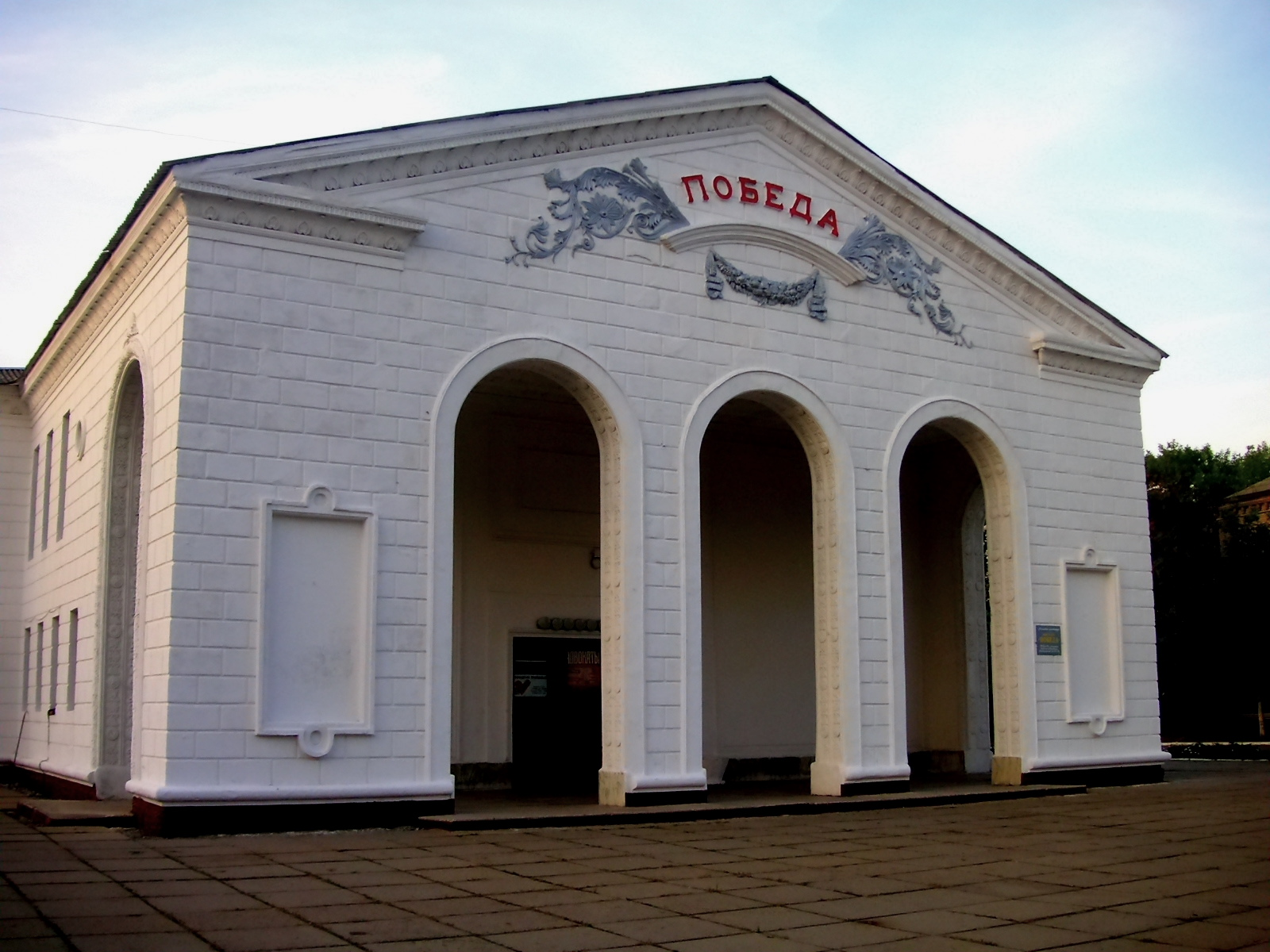
Cine Victoria
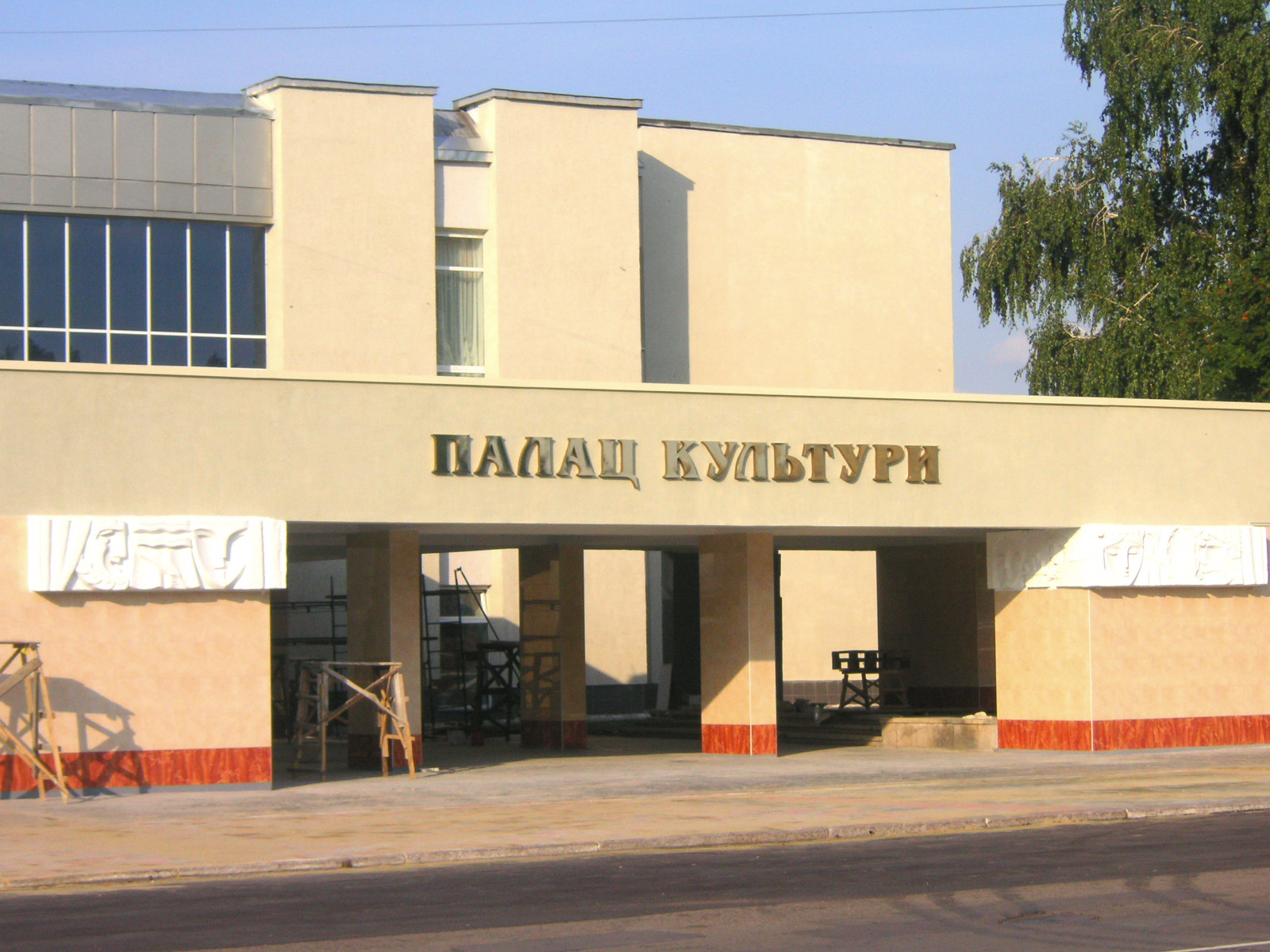
Palacio de Cultura
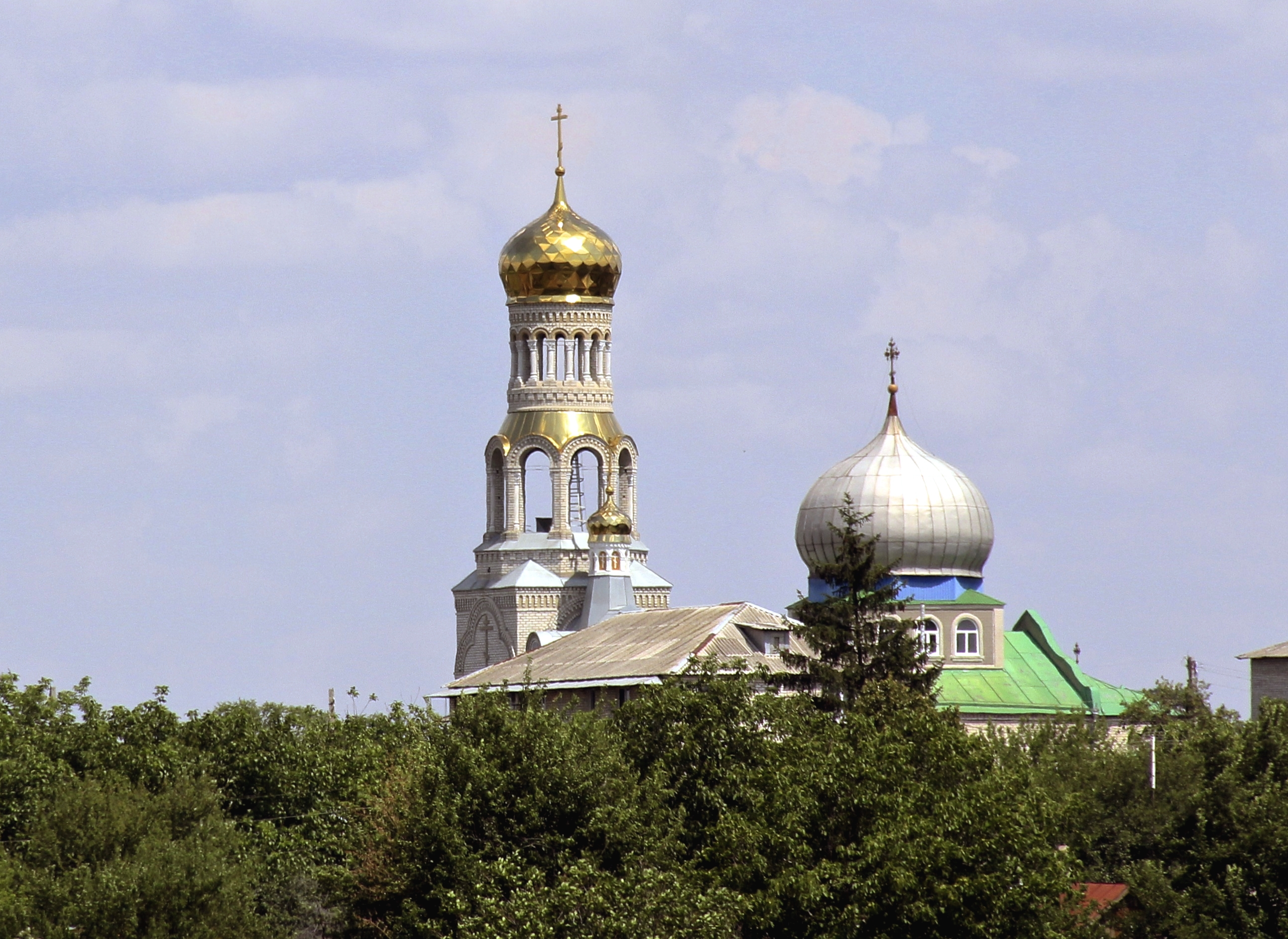
Iglesia de Santos Pedro y Pablo
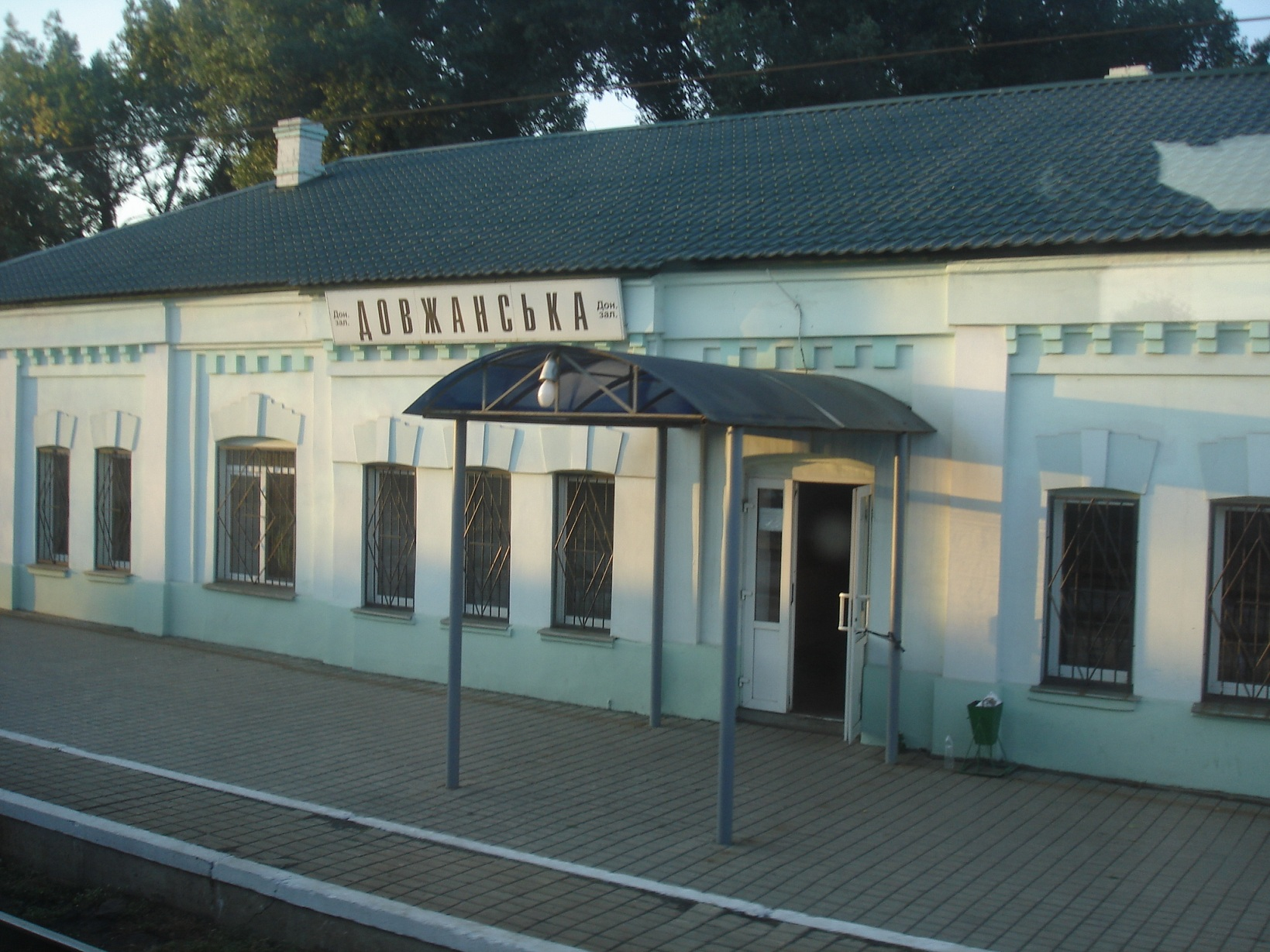
Estación de trenes de Dovzhansk
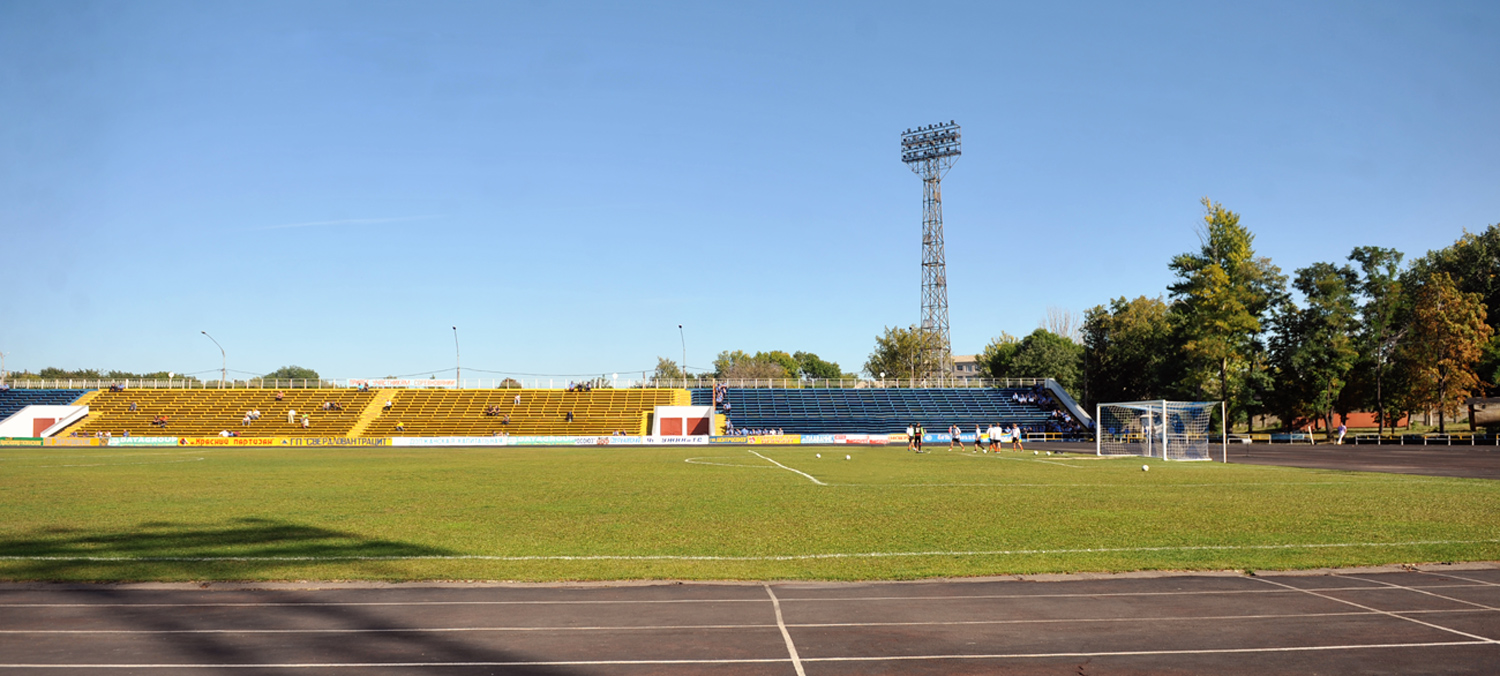
Estadio local